# 足寄郡
- 令制国一覧 > 北海道 (令制) > 釧路国 > 足寄郡
- 日本 > 北海道 > 十勝総合振興局 > 足寄郡

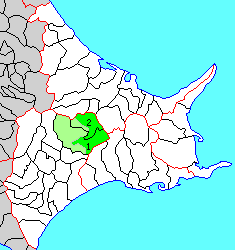
北海道足寄郡の位置（1.足寄町 2.陸別町 薄緑：後に他郡から編入した区域）

足寄郡（あしょろぐん）は、北海道（釧路国）十勝総合振興局の郡。 
人口7,914人、面積2,016.94km²、人口密度3.92人/km²。（2025年6月30日、住民基本台帳人口）
以下の2町を含む。
- 足寄町（あしょろちょう）
- 陸別町（りくべつちょう）

## 郡域
1879年（明治12年）に行政区画として発足した当時の郡域は、上記2町から足寄町の一部（概ね平和・共栄町・上利別・上利別本町・大誉地を除く利別川以東）、陸別町の一部（トマム）を除いた区域にあたる。

## 歴史

### 郡発足までの沿革
江戸時代の足寄郡域は、松前藩によって開かれたクスリ場所に含まれた。
江戸時代後期、足寄郡域は東蝦夷地に属していた。国防のため寛政11年足寄郡域は天領とされた。文政4年には一旦松前藩領に復したものの、安政2年再び天領となり仙台藩が警固をおこなった。戊辰戦争（箱館戦争）終結直後の1869年、大宝律令の国郡里制を踏襲して足寄郡が置かれた。開拓使公文録では足寄に「アシヨセ」と訓が付されていたが、後に現在の「あしょろ」の読みとなった。
その他、古くから雌阿寒温泉が知られていた。

### 郡発足以降の沿革
- 明治2年

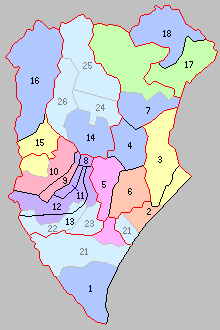
北海道一・二級町村制施行時の足寄郡の町村（17.足寄村 18.淕別村 緑：足寄町 青：区域が発足時と同じ町村）

  - 8月15日（1869年9月20日） - 北海道で国郡里制が施行され、釧路国および足寄郡が設置される。開拓使が管轄。
  - 9月14日（1869年10月18日） - 兵部省の管轄となる（北海道の分領支配）。
- 明治3年
  - 1月8日（1870年2月8日） - 再び開拓使の管轄となる。
  - 5月3日（1870年6月1日） - 福山藩の領地となる（同上）。
- 明治4年6月 - 再び開拓使の管轄となる。
- 明治5年
  - 4月9日（1872年5月15日） - 全国一律に戸長・副戸長を設置（大区小区制）。
  - 10月10日（1872年11月10日） - 4月に設置された区を大区と改称し、その下に旧来の町村をいくつかまとめて小区を設置（大区小区制）。
  - 同年、利別村、淕別村が成立。
- 明治8年（1875年）- 足寄村、螺湾村が成立。
- 明治9年（1876年）9月 - 従来開拓使において随意定めた大小区画を廃し、新たに全道を30の大区に分ち、大区の下に166の小区を設けた。

- 第24大区
  - 6小区 ： 淕別村、利別村、足寄村、螺湾村

- 明治12年（1879年）7月23日 - 郡区町村編制法の北海道での施行により、行政区画としての足寄郡が発足。
- 明治13年（1880年）7月 - 厚岸郡外六郡役所（厚岸釧路白糠阿寒足寄川上網尻郡役所）の管轄となる。
- 明治14年（1881年）7月8日 - 厚岸郡外五郡役所（厚岸釧路白糠阿寒足寄川上郡役所）の管轄となる。
- 明治15年（1882年）2月8日 - 廃使置県により根室県の管轄となる。
- 明治18年（1885年）5月 - 釧路郡外四郡役所（釧路白糠足寄阿寒川上郡役所）の管轄となる。
- 明治19年（1886年）
  - 1月26日 - 廃県置庁により北海道庁根室支庁の管轄となる。
  - 2月 - 根室支庁が廃止。
- 明治20年（1887年）6月 - 釧路郡外十一郡役所（釧路阿寒白糠足寄川上広尾当縁十勝中川河西河東上川郡役所）の管轄となる。
- 明治22年（1889年）1月 - 釧路郡外十郡役所（釧路阿寒白糠足寄広尾当縁十勝中川河西河東上川郡役所）の管轄となる。
- 明治24年（1891年）3月 - 釧路郡外十二郡役所（釧路阿寒白糠足寄広尾当縁十勝中川河西河東上川厚岸川上郡役所）の管轄となる。
- 明治30年（1897年）
  - 7月 - 釧路郡外五郡役所（釧路阿寒白糠足寄川上厚岸郡）の管轄となる。
  - 11月5日 - 郡役所が廃止され、釧路支庁の管轄となる。
- 大正11年（1922年）8月1日 - 釧路支庁が釧路国支庁に改称。
- 大正12年（1923年）4月1日 - 北海道二級町村制の施行により、以下の町村が発足。（2村）
  - 足寄村（二級村） ← 足寄村、螺湾村（現・足寄町）
  - 淕別村（二級村） ← 淕別村、利別村（現・陸別町）
- 昭和18年（1943年）6月1日 - 北海道一・二級町村制が廃止され、北海道で町村制を施行。二級町村は指定町村となる。
- 昭和21年（1946年）10月5日 - 指定町村を廃止。
- 昭和22年（1947年）5月3日 - 地方自治法の施行により北海道釧路国支庁の管轄となる。
- 昭和23年（1948年）10月20日 - 十勝支庁の管轄となる。
- 昭和24年（1949年）8月1日 - 淕別村が改称して陸別村となる。
- 昭和26年（1951年）4月1日 - 陸別村が中川郡西足寄町の一部（字斗満の一部、63m2、252戸、1,863人）を編入。
- 昭和28年（1953年）9月18日 - 陸別村が町制施行して陸別町となる。（1町1村）
- 昭和30年（1955年）4月1日 - 足寄村が中川郡西足寄町と合併して足寄町が発足。（2町）
- 平成22年（2010年）4月1日 - 十勝支庁が廃止され、十勝総合振興局の管轄となる。